# Michel Roy (journaliste)
Pour les articles homonymes, voir Roy et Michel Roy.
John Georges Michel Roy dit Michel Roy (Ottawa, 23 septembre 1929 - Montréal, 8 septembre 2011) est un journaliste canadien (québécois), puis  conseiller politique canadien, ambassadeur, professeur, président du Conseil de presse du Québec, membre de Reporters sans frontières Canada.

## Biographie
Fils d'un militaire de carrière qui avait fait la Première Guerre mondiale, il est né à Ottawa (en Ontario), en 1929, mais sa famille s'établit à Montréal (au Québec) au début des années 1930. Il y fait des études classiques au Collège Stanislas et au Collège Jean-de-Brébeuf et obtient une licence en philosophie de l'Université de Montréal (1952), dont le mémoire porte sur « La notion d'absurde chez Albert Camus ».

### Journaliste
Il collabore épisodiquement au journal étudiant Le Quartier latin puis est reporter au quotidien Le Canada (de 1949 à sa fermeture en 1953), ensuite au service de nouvelles du poste de radio CKAC-La Presse, puis il travaille cinq ans pour l'agence La Presse canadienne et peaufine son apprentissage du métier au Service international de Radio-Canada auprès de René Lévesque, qui lui enseigne « l'art de la communication et de l'interview », comme le résument des « notes biographiques » conservées aux archives du Devoir. Il entre au quotidien Le Devoir en 1957, y côtoyant le directeur Gérard Filion et le rédacteur en chef André Laurendeau, y devenant  directeur de l'information (en 1962), et rédacteur en chef (en 1975, sous Claude Ryan), et directeur suppléant (de 1978 à 1981). En 1982, après ses 25 ans au Devoir, il est nommé éditorialiste en chef du quotidien La Presse puis, dès l'année suivante, éditeur adjoint et rédacteur en chef. De 1988 à 1991, il est journaliste indépendant dans les quotidiens Le Soleil (de Québec) et Le Droit (d'Ottawa), ainsi qu'au magazine L'Actualité et dans des émissions de la Société Radio-Canada et, comme invité de Pierre Nadeau, au réseau TVA.
Sa carrière médiatique s'échelonne donc sur quatre décennies et, même en œuvrant dans un « journal de combat » comme Le Devoir des années 1950, il restait cordial et aidant, « convivial ». Sa « finesse dans la description d'une information », sa « prudence » et son souci de « l'équilibre dans la fabrication d'une manchette », ont influencé son entourage, ses pairs, les lectorats et les auditoires atteints,. « La qualité d'une presse démocratique, c'est de veiller à ce que celle-ci touche vraiment aux sujets essentiels, et deuxièmement qu'elle les traite convenablement de telle sorte que tout le monde puisse vraiment comprendre », proclamait-il, et c'était sa constante préoccupation. Aussi, sa douce « rigueur », sa probité de « spectateur intègre », « les idées nettes, le respect des faits et […] la plume alerte, toutes qualités qui lui resteront sa carrière durant », ne le quittent pas, même quand ensuite il exerce quelque temps d'autres fonctions apparemment éloignées du journalisme.

### Conseiller politique
En 1991, après l'échec de l'Accord du lac Meech et à l'invitation du premier ministre Brian Mulroney, il devient conseiller politique au niveau fédéral (auprès du Conseil privé) pour les questions constitutionnelles. Puis, en 1992, il passe au Cabinet du premier ministre, à titre de conseiller politique et constitutionnel.

### Ambassadeur
En juin 1993, il est nommé ambassadeur du Canada en Tunisie et auprès de la Libye et comme tel,  en 1995 et 1996, chargé de missions en Jordanie et en Algérie.

### Professeur
Rentré au Canada en 1996, il est nommé professeur invité de journalisme, à l'Université Laval (à Québec) et à l'Université de Montréal. 

### Président du Conseil de presse du Québec
En novembre 1997, Michel Roy accède à la présidence du Conseil de presse du Québec, fonction qu'il occupe jusqu'en 2004. 

## Famille
Il était fier de sa femme, Monique Bernier, critique littéraire, et de leurs trois enfants, tous voués en quelque sorte au monde de l'information :  la diplomate Isabelle Roy (ambassadrice au Mali, 2005-2008),, le reporter, journaliste politique et présentateur Patrice Roy (chef d’antenne et lecteur de nouvelles au Téléjournal de Radio-Canada), et le documentariste Mathieu Roy (diplômé de l'Inis en cinéma, 2002).
Il meurt le 8 septembre 2011, à 81 ans (presque 82),, d'une longue maladie affectant la mémoire. Il est enterré au Cimetière Notre-Dame-des-Neiges, à Montréal.

## Distinctions
- 1983 - Prix des communications du Québec[4]
- 1987 - Membre de l'Ordre du Canada[13]
- 1990 - Prix Olivar-Asselin, par la Société Saint-Jean-Baptiste de Montréal[4]
- 2006 - Prix hommage Judith-Jasmin, de la FPJQ[5]
- 2006 - hommage de la gouverneure générale, Michaëlle Jean, à l’occasion de la Journée internationale de la liberté de presse[14],[7]
- 2007 - Diplômé d'honneur de l'Université de Montréal[15]
- membre d'honneur du conseil d'administration de Reporters sans frontières Canada[8],[7]